# Cessalto

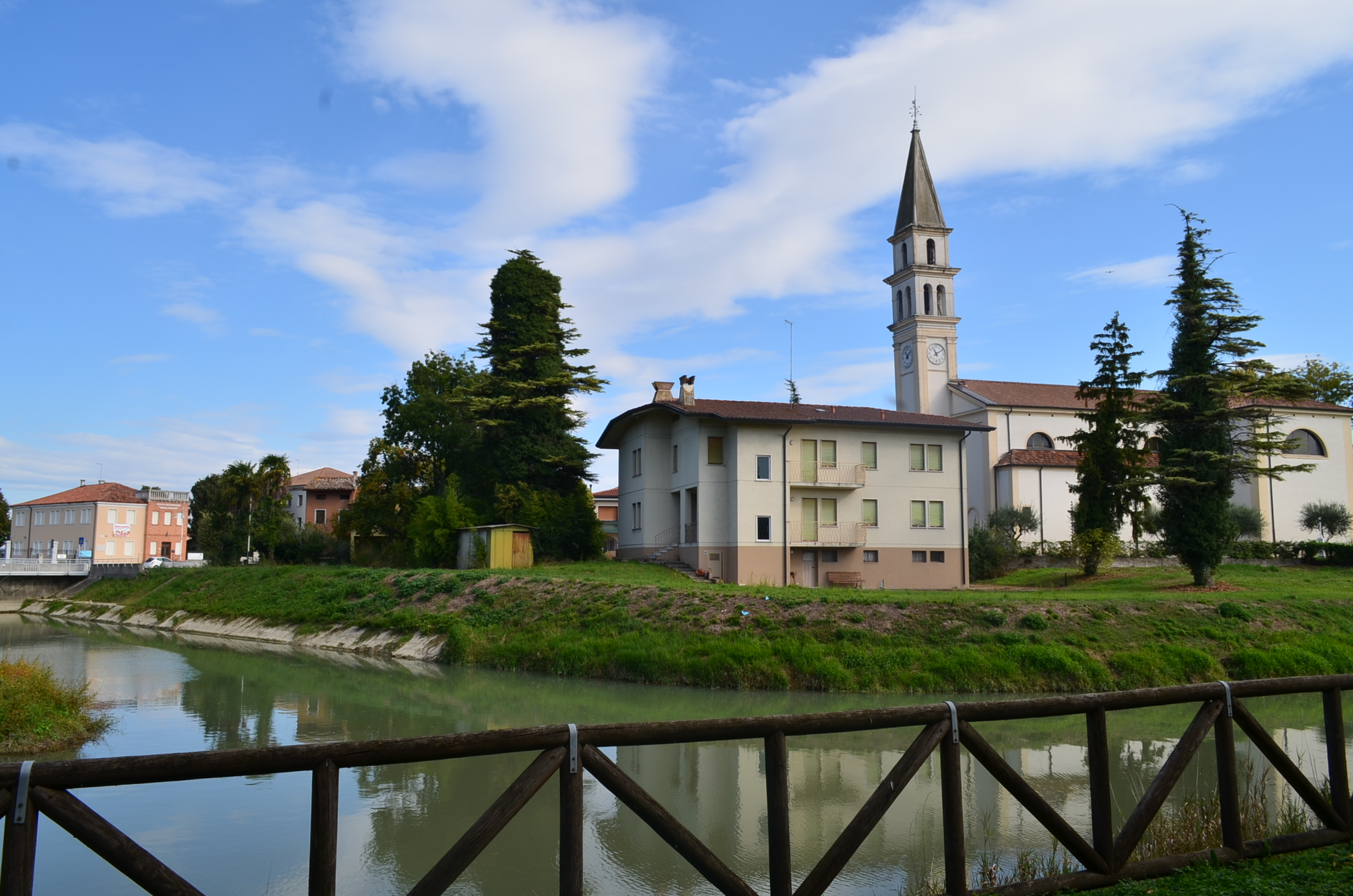

Cessalto ist eine italienische Gemeinde mit 3791 Einwohnern (Stand 31. Dezember 2023) in der Provinz Treviso, Region Venetien. Der Name ist von „Caesus Saltus“, was „Geteilter Wald“ bedeutet, abgeleitet.
Die Nachbargemeinden sind Ceggia, Chiarano, Motta di Livenza, Salgareda, San Donà di Piave, San Stino di Livenza und Torre di Mosto.

## Sehenswürdigkeiten
Villa Zeno, erbaut von Andrea Palladio, Errichtungszeitpunkt nicht dokumentiert, laut Trevisan ca. 1554, Bellieni/Cappellaro nennen ca. 1565.

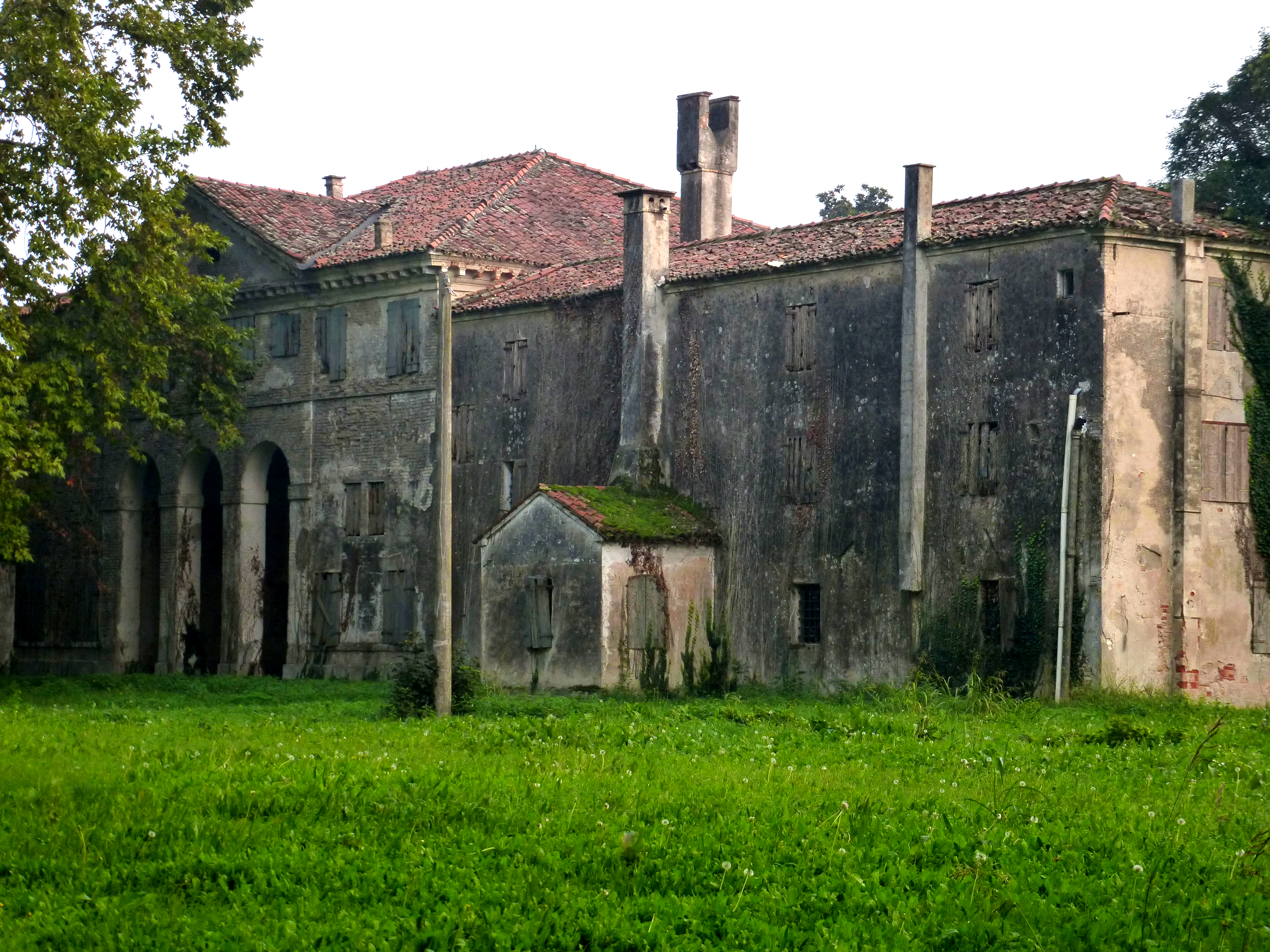
Villa Zeno von Andrea Palladio im Ortsteil Donegal di Cessalto